# Helga Riedel
Helga Riedel (* 24. August 1942 in Luckenwalde) ist eine deutsche Schriftstellerin. Bekannt wurde sie durch ihre Kriminalromane. 

## Leben
Helga Riedel wurde 1942 in Luckenwalde geboren, das heute zu Brandenburg gehört. 1962 heiratete sie, um vorzeitig volljährig zu sein. Seit 1966 lebte sie in Gelsenkirchen, wo sie ihre ersten schriftstellerischen Erfahrungen machte. Sie schrieb vor allem Kurzgeschichten, die in lokalen Tageszeitungen veröffentlicht wurden. Daneben verfasste sie Gedichte, Hörspiele und ein Schauspiel. Sie war in der Literaturwerkstatt Gelsenkirchen aktiv, wo damals auch der Krimiautor Frank Göhre sowie Max von der Grün mitwirkten. 
1969 trennte sie sich von ihrem Mann und zog mit ihren Kindern nach Wyk auf Föhr, um dort als Lehrerin zu arbeiten. Während eines längeren Krankenhausaufenthaltes entstand ihr erster Kriminalroman, Einer muß tot. Im Mittelpunkt steht eine Lehrerin, die einen illegal in Deutschland lebenden Türken heiratet. Bei einem Besuch des Rowohlt-Verlags erhielt der Leiter der Reihe rororo-Thriller, Richard K. Flesch, das Manuskript, das im November 1983 als Taschenbuch erschien. Ihr nächster Kriminalroman, Wiedergänger, erschien 1984 ebenfalls im Rowohlt-Verlag. Die kunstvoll verwobene Handlung entpuppt sich als doppelt fiktiver Kriminalroman, dessen Rahmenhandlung erst im letzten Kapitel deutlich wird. Das Buch spielt ebenso wie Einer muß tot im Norden Schleswig-Holsteins.
Als dritter Kriminalroman folgte 1985 Ausgesetzt. Das Buch spielt zwischen 1959 und 1962. Es besteht aus zahlreichen fiktiven Dokumenten, darunter als Hauptteil dem Bericht einer Jugendlichen, die ihren Vater ums Leben bringt. Es ist zugleich ein zeitgeschichtliches Dokument der damaligen Adenauer-Ära. 1985 begann Helga Riedel den vierten Kriminalroman, Der kleine Tod. Im selben Jahr erlitt sie einen schweren Autounfall, lag lange im Koma und beendete vorerst ihre literarische Laufbahn. 2008 wurde Einer muß tot in der Reihe Kriminelle Sittengeschichte Deutschlands wiederveröffentlicht. Die Auflagenhöhen der drei bei Rowohlt erschienenen Romane liegen zwischen 33.000 und 21.000.
Helga Riedel lebt seit 1990 in Itzehoe (Stand 2012).

## Ehrungen
1985 wurde Helga Riedel bei der ersten Verleihung des Deutschen Krimipreises für ihre Romane Einer muß tot und Wiedergänger der erste Platz in der Kategorie „National“ zuerkannt. Besondere Würdigung erfuhr ihr eigenständiger Stil.

## Werke
- Einer muß tot. Rowohlt, Reinbek 1983, ISBN 3-499-42656-0
- Wiedergänger. Rowohlt, Reinbek 1984, ISBN 3-499-42682-X
- Ausgesetzt. Rowohlt, Reinbek 1985, ISBN 3-499-42715-X